# ایکیما چانتینی
ایکیما چانتینی(نام علمی: Aechmea chantinii) نام یک گونه از تیره آناناسیان است.